# Tabor (Dakota del Sur)
Tabor es un pueblo ubicado en el condado de Bon Homme en el estado estadounidense de Dakota del Sur. En el Censo de 2010 tenía una población de 423 habitantes y una densidad poblacional de 445,02 personas por km².

## Geografía
Tabor se encuentra ubicado en las coordenadas 42°56′52″N 97°39′34″O / 42.94778, -97.65944. Según la Oficina del Censo de los Estados Unidos, Tabor tiene una superficie total de 0.95 km², de la cual 0.95 km² corresponden a tierra firme y (0%) 0 km² es agua.

## Demografía
Según el censo de 2010, había 423 personas residiendo en Tabor. La densidad de población era de 445,02 hab./km². De los 423 habitantes, Tabor estaba compuesto por el 94.8% blancos, el 0% eran afroamericanos, el 0% eran amerindios, el 0.24% eran asiáticos, el 0% eran isleños del Pacífico, el 3.07% eran de otras razas y el 1.89% pertenecían a dos o más razas. Del total de la población el 3.55% eran hispanos o latinos de cualquier raza.